# نقار الخشب تولربج
نقار الخشب تولربج (الاسم العلمي: Campethera  tullbergi) (بالإنجليزية: Tullbergs  Woodpecker)‏ هو طائر ينتمي إلى نقار الخشب (فصيلة: Picidae).